# 日連
日連（ひづれ）は、神奈川県相模原市緑区の大字。

## 地理
相模原市緑区西部、日連地内北の相模湖・相模川および、同地内西の相模川支流の秋山川の右岸に位置する。東で若柳及び寸沢嵐、北で小渕、南で牧野、西で名倉と隣接している。

### 地価
住宅地の地価は、2023年（令和5年）7月1日の公示地価によれば、日連字溝端736番8の地点で3万8100円/m2となっている。

## 歴史
- 1889年（明治22年）4月1日 - 町村制施行より、津久井郡日連村が寸沢嵐村および若柳村の各飛地を編入して日連村が成立。同時に大字日連が置かれる。
- 1955年（昭和30年）7月20日 - 日連村が津久井郡の佐野川村・日連村・牧野村・吉野町と合併して藤野町が成立。大字日連は藤野町の大字となる。
- 2007年（平成19年）3月11日 - 藤野町が相模原市に編入され、大字名が大字日連から藤野町日連に改称される。
- 2010年（平成22年）4月1日 - 相模原市が政令指定都市に移行し、藤野町日連は緑区の一部となり、緑区の大字となると同時に日連となる。その際、郵便番号が229-0205から252-0185に変更される[6]。

## 世帯数と人口
2020年（令和2年）10月1日現在（国勢調査）の世帯数と人口（総務省調べ）は以下の通りである。
| 大字 | 世帯数  | 人口    |
| ---- | ------- | ------- |
| 日連 | 658世帯 | 1,574人 |

### 人口の変遷
国勢調査による人口の推移。なお、2005年までは藤野町の時の情報を掲載している。
| 年                 | 人口  |
| ------------------ | ----- |
| 1995年（平成7年）  | 2,037 |
| 2000年（平成12年） | 1,977 |
| 2005年（平成17年） | 1,956 |
| 2010年（平成22年） | 1,891 |
| 2015年（平成27年） | 1,703 |
| 2020年（令和2年）  | 1,574 |

### 世帯数の変遷
国勢調査による世帯数の推移。なお、2005年までは藤野町の時の情報を掲載している。
| 年                 | 世帯数 |
| ------------------ | ------ |
| 1995年（平成7年）  | 598    |
| 2000年（平成12年） | 602    |
| 2005年（平成17年） | 632    |
| 2010年（平成22年） | 663    |
| 2015年（平成27年） | 641    |
| 2020年（令和2年）  | 658    |

## 学区
市立小・中学校に通う場合、学区は以下の通りとなる（2018年2月時点）
| 番地 | 小学校               | 中学校               |
| ---- | -------------------- | -------------------- |
| 全域 | 相模原市立藤野小学校 | 相模原市立藤野中学校 |

## 事業所
2021年（令和3年）現在の経済センサス調査による事業所数と従業員数は以下の通りである。
| 大字 | 事業所数 | 従業員数 |
| ---- | -------- | -------- |
| 日連 | 66事業所 | 396人    |

### 事業者数の変遷
経済センサスによる事業所数の推移。
| 年                 | 事業者数 |
| ------------------ | -------- |
| 2016年（平成28年） | 61       |
| 2021年（令和3年）  | 66       |

### 従業員数の変遷
経済センサスによる従業員数の推移。
| 年                 | 従業員数 |
| ------------------ | -------- |
| 2016年（平成28年） | 352      |
| 2021年（令和3年）  | 396      |

## 施設
- 津久井消防署藤野分署
- 相模原市立藤野小学校
- 相模原市立日連保育園
- 日連郵便局
- 日連診療所
- 相模湖自動車教習所
- 相模湖自然公園
- 日連グラウンド
- 青蓮寺
- 八坂神社
- 日連神社

## 交通

### 道路
- 神奈川県道76号山北藤野線
  - 日連大橋
- 神奈川県道517号奥牧野相模湖線
- 神奈川県道・山梨県道520号吉野上野原停車場線

## その他

### 日本郵便
- 郵便番号 : 252-0185[3]（集配局 : 橋本郵便局[15]）。